# Ragalna

Ubicació de Ragalna dins de la província

Ragalna (sicilià Ragalna) és un municipi italià, dins de la ciutat metropolitana de Catània. L'any 2008 tenia 3.468 habitants. Limita amb els municipis de Belpasso, Biancavilla, Paternò i Santa Maria di Licodia.

## Administració
| Període | Identitat    | Partit                |
| ------- | ------------ | --------------------- |
| 2004-   | Mario Castro | Poble de la Llibertat |